# Eduard Magnus (köpman)
Eduard Magnus, född 27 oktober 1800 i Göteborg, död där 5 februari 1879, var en svensk köpman och politiker.
År 1833 erhöll Magnus burskap som grosshandlare i Göteborg efter att arbetat några år som bokhållare. Mellan 1832 och 1870 var han delägare i firma L.E. Magnus & Co i staden; 1870–1879 stod han som ensam ägare. Under åren 1851–1879 var han också delägare i D. Carnegie & Co.
Han utvecklade en omfattande diskonteringsrörelse, varefter han tillsammans med sin svåger Morris Jacobson behärskade en stor del av stadens kreditmarknad. Magnus deltog även i grundandet av Göteborgs privatbank.
Hans engagemang i textilstaden Norrköping märktes bland annat genom kontakter med de judiska släkterna Jeremias och Philipson.
Magnus var ledamot av Göteborgs stadsfullmäktige 1863–1878. Vidare hade han olika styrelseuppdrag, exempelvis för Göteborgs museum, Renströmska fonden och donerade medel till Göteborgs högskola. Han understödde även konstnären Johan Peter Molin.
Han var son till Lazarus Elias Magnus och Göthilda Henriques. År 1825 gifte han sig med sin kusin grosshandlardottern Rachel Jacobson. Tillsammans fick de ett barn,  Göthilda Magnus, som blev konstmecenat och maka till Pontus Fürstenberg.